# Вулиці Коростеня
Перелік вулиць міста Коростень, згідно з реєстром вулиць та провулків. У місті налічується 283 топонімічні об'єкти.

### А
| Назва          | Тип      | Документ, що підтверджує назву | Колишні назви                                                 | Примітки |
| -------------- | -------- | ------------------------------ | ------------------------------------------------------------- | -------- |
| Миколи Амосова | вулиця   | [ 2 ]                          | вулиця Семашка, вулиця Цілителя Пантелеймона (назва проектна) |          |
| Олега Антонова | провулок | [ 2 ]                          | 2-й Піонерський провулок                                      |          |

### Б
| Назва                 | Тип      | Документ, що підтверджує назву | Колишні назви                                                                                         | Примітки |
| --------------------- | -------- | ------------------------------ | --- | --- |
| Базарна               | вулиця   | [ 2 ]                          | | |
| Базарна площа         | вулиця   | [ 2 ]                          | | Тип топонімічного об'єкта — «вулиця» (не «площа»), назва — «Базарна площа». |
| Базарний              | провулок | [ 2 ]                          | | |
| Степана Бандери       | вулиця   | [ 6 ]                          | вулиця Маяковського                                                                                   | |
| Марка Безручка        | вулиця   | [ 7 ]                          | вулиця О. Кошового                                                                                    | |
| Березневий            | провулок | [ 8 ]                          | провулок 8 Березня                                                                                    | |
| Леоніда Бикова        | провулок | [ 9 ]                          | 3-й провулок Толстого                                                                                 | |
| П. Білозьорова        | вулиця   | [ 2 ]                          | | Відсутня серед адрес на сайті ЦВК. |
| Білокоровицьке шосе   | вулиця   | [ 2 ]                          | | |
| Катерини Білокур      | провулок | [ 2 ]                          | 2-й провулок Будьонного                                                                               | |
| Білошицького          | провулок | [ 2 ]                          | 1-й провулок Будьонного                                                                               | |
| Благовіщення          | вулиця   | [ 2 ]                          | 2-й провулок Свердлова, провулок Митрополита Іоана Боднарчука, провулок Благовіщення (назва проектна) | |
| Благодатна            | вулиця   | [ 2 ]                          | 4-й провулок Гастелло (назва проектна)                                                                | Відсутня серед адрес на сайті ЦВК. |
| 1-й Благодатний       | провулок | [ 2 ]                          | 5-й провулок Гастелло (назва проектна)                                                                | Відсутній серед адрес на сайті ЦВК. |
| 2-й Благодатний       | провулок | [ 2 ]                          | 6-й провулок Гастелло (назва проектна)                                                                | Відсутній серед адрес на сайті ЦВК. |
| Олександра Богомазова | провулок | [ 13 ]                         | 2-й провулок Мендєлєєва                                                                               | |
| Івана Богуна          | вулиця   | [ 14 ]                         | вулиця Горького                                                                                       | |
| Михайла Бойчука       | вулиця   | [ 15 ]                         | вулиця Галана, вулиця Богдана Звіздецького, Зарічна вулиця (назва проектна)                           | Міська рада повернула назву, що була змінена згідно з рішенням обласної ради. Присутня в реєстрі вулиць двічі (під назвою «вулиця Богдана Звіздецького» та «вулиця Галана»), однак вулиці Богдана Звіздецького в місті не існує. |
| Дениса Бондаря        | провулок | [ 17 ]                         | провулок Сосновського, провулок Петра Григоренка                                                      | |
| Бровар                | вулиця   | [ 2 ]                          | | |
| Бровар                | провулок | [ 2 ]                          | | |
| Будівельний           | провулок | [ 2 ]                          | | |

### В
| Назва                      | Тип      | Документ, що підтверджує назву | Колишні назви               | Примітки |
| -------------------------- | -------- | ------------------------------ | --------------------------- | -------- |
| Михайла Вербицького        | вулиця   | [ 19 ]                         | вулиця Добролюбова          |          |
| Визволення                 | вулиця   | [ 20 ]                         | вулиця Ковпака              |          |
| Гетьмана Івана Виговського | вулиця   | [ 2 ]                          | вулиця Гетьмана Вигівського |          |
| Володимира Винниченка      | вулиця   | [ 21 ]                         | вулиця Чкалова              |          |
| Вишнева                    | вулиця   | [ 2 ]                          |                             |          |
| Дмитра Вишневецького       | вулиця   | [ 22 ]                         | вулиця Волкова              |          |
| Вишневий                   | провулок | [ 2 ]                          |                             |          |
| Остапа Вишні               | провулок | [ 2 ]                          | 1-й провулок Воровського    |          |
| Марко Вовчок               | вулиця   | [ 2 ]                          | вулиця Ворошилова           |          |
| Воїнів УНР                 | вулиця   | [ 23 ]                         | вулиця Лермонтова           |          |
| Воїнів УПА                 | вулиця   | [ 24 ]                         | вулиця У. Громової          |          |
| Вокзальна                  | вулиця   | [ 2 ]                          |                             |          |
| Вокзальний                 | провулок | [ 2 ]                          |                             |          |
| Князя Володимира           | вулиця   | [ 2 ]                          | вулиця Дзержинського        |          |
| Волонтерська               | вулиця   | [ 2 ]                          | вулиця Войкова              |          |

### Г

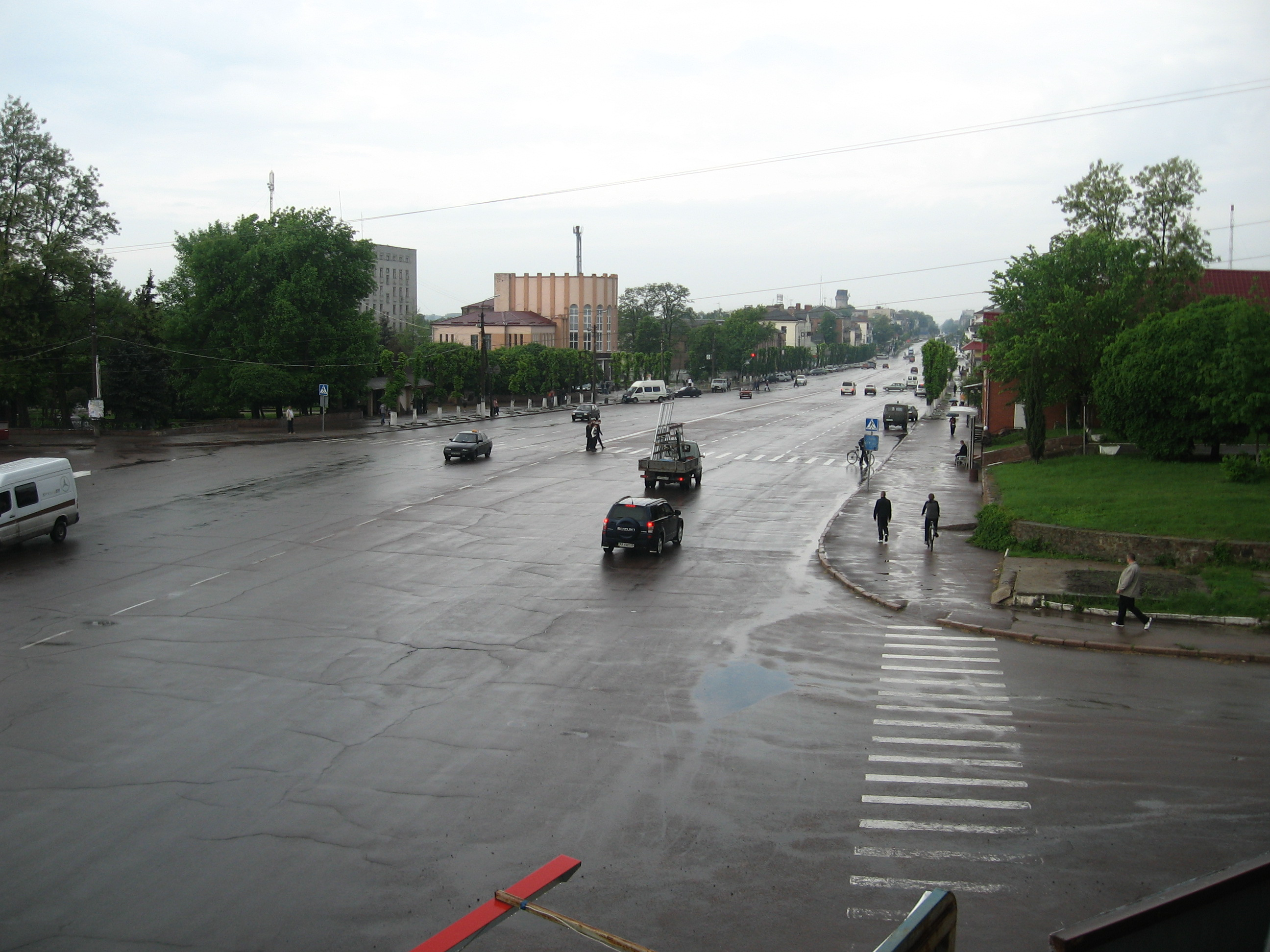
Вулиця Грушевського, перехрестя з Музейною вулицею

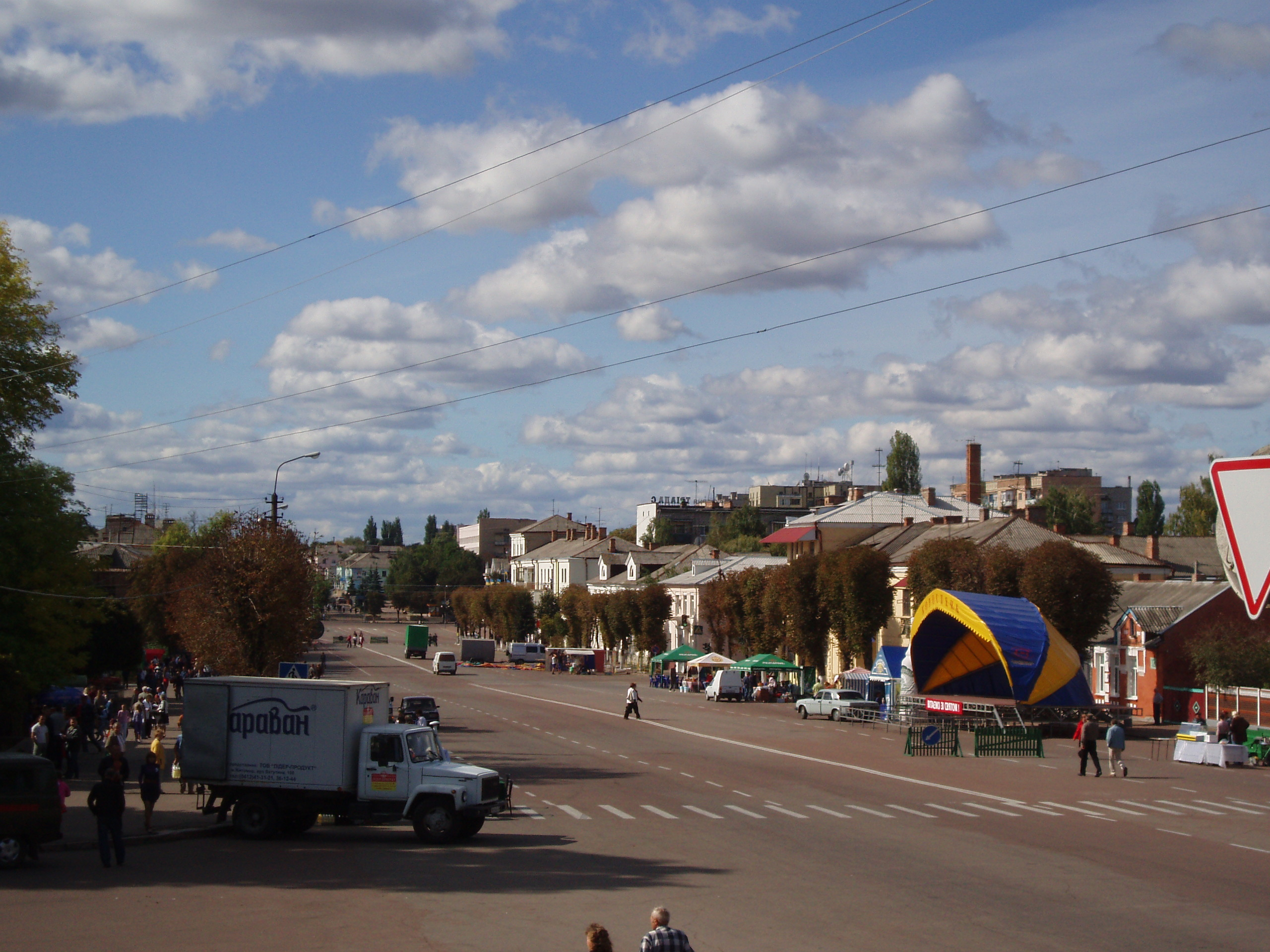
Вулиця Грушевського, буд. 10–26

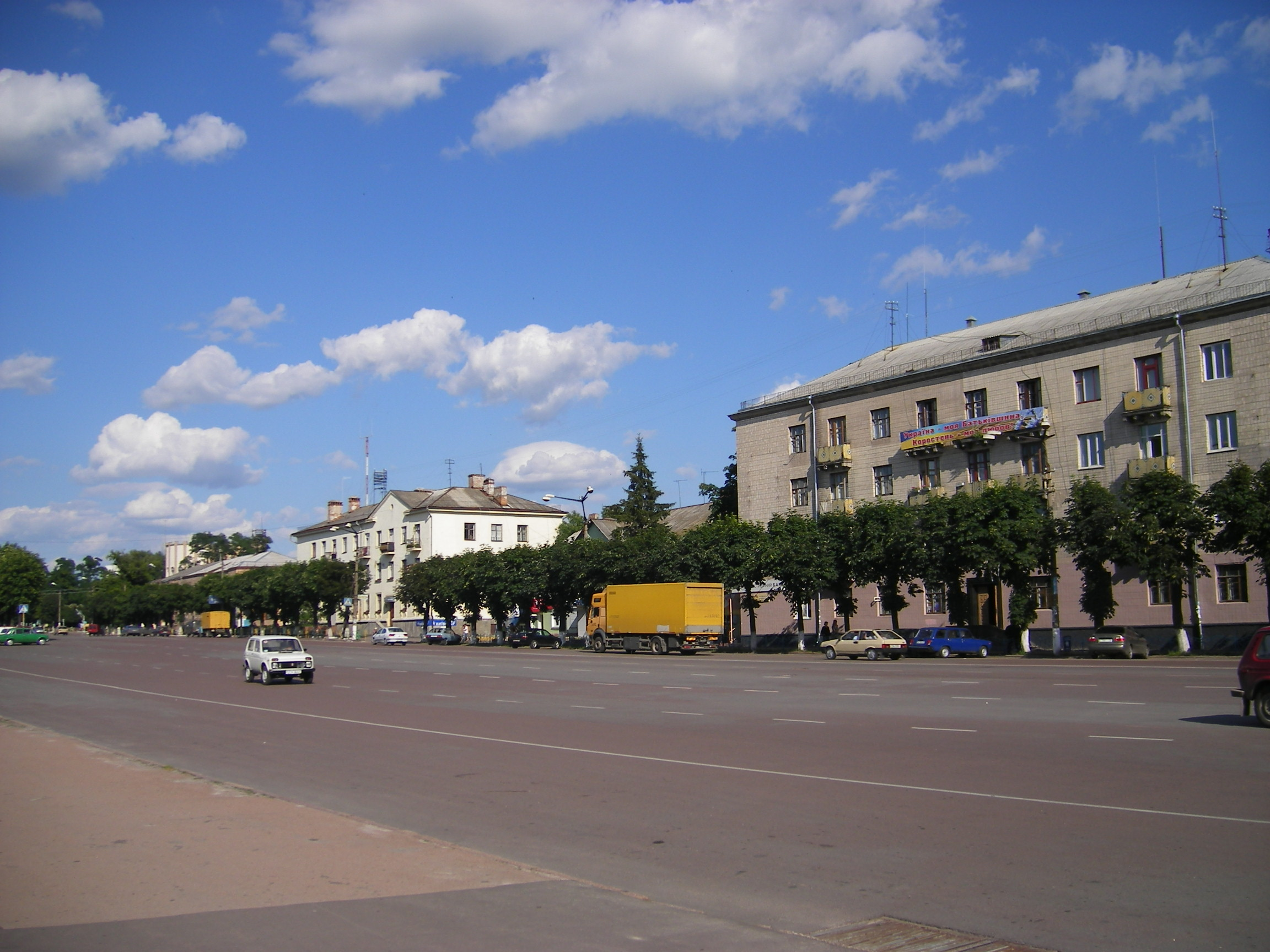
Вулиця Грушевського, буд. 11–15

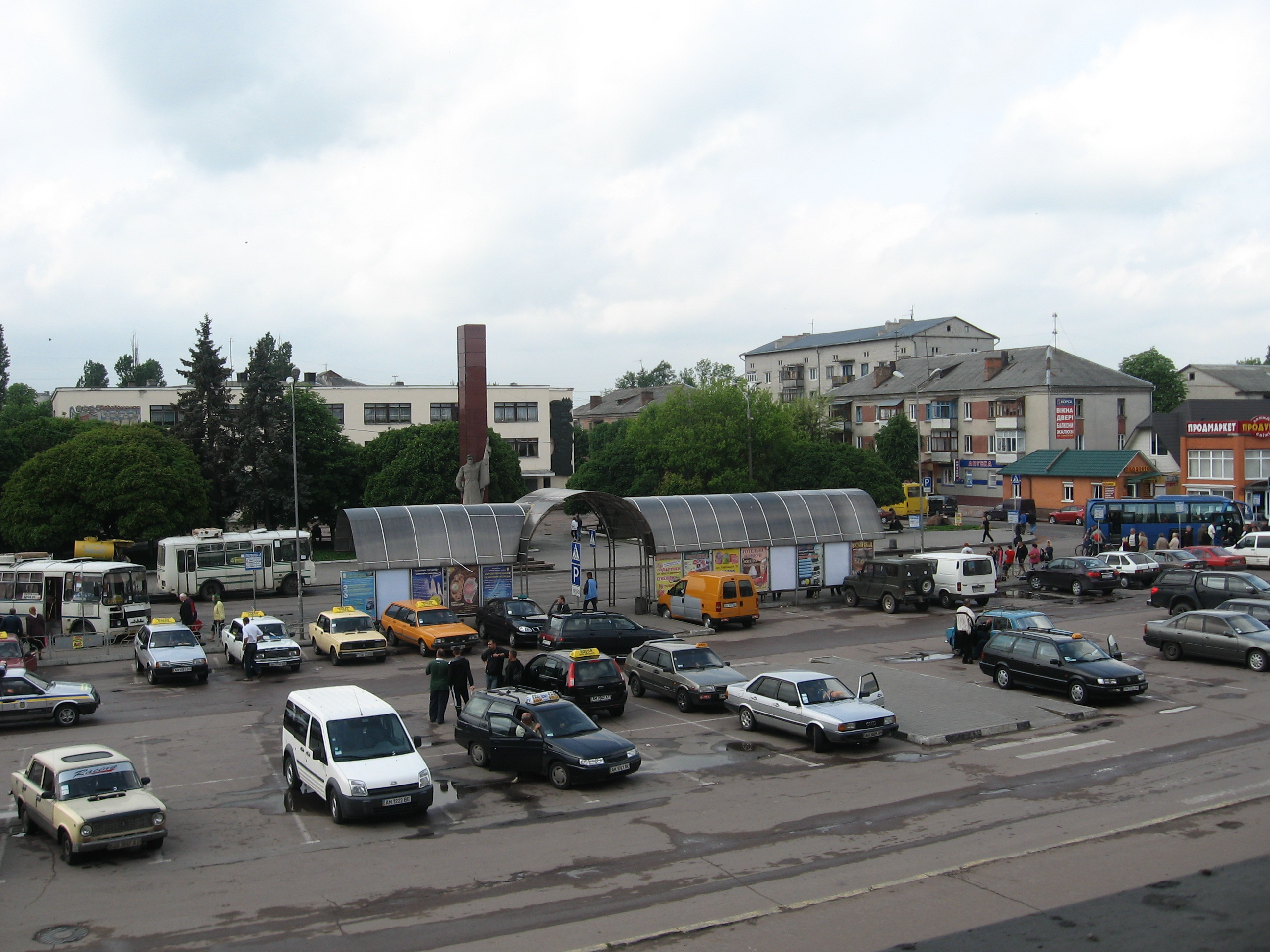
Вулиця Героїв Небесної Сотні

| Назва                  | Тип      | Документ, що підтверджує назву | Колишні назви                                           | Примітки                            |
| ---------------------- | -------- | ------------------------------ | ------------------------------------------------------- | ----------------------------------- |
| Гайдамацька            | вулиця   | [ 2 ]                          | вулиця Чапаєва                                          |                                     |
| Данила Галицького      | вулиця   | [ 2 ]                          | вулиця Мануїльського, Малинська вулиця (назва проектна) |                                     |
| Гербовий               | провулок | [ 2 ]                          | провулок Табукашвілі                                    |                                     |
| Героїв Зимового походу | провулок | [ 25 ]                         | 1-й провулок І. Кузьмінського                           |                                     |
| Героїв Крут            | вулиця   | [ 2 ]                          | вулиця Жукова, Заболотна вулиця (назва проектна)        |                                     |
| Героїв Майдану         | вулиця   | [ 27 ]                         | 2-й Набережний провулок, вулиця Гагаріна                |                                     |
| Героїв Небесної Сотні  | вулиця   | [ 2 ]                          | вулиця Табукашвілі                                      |                                     |
| Героїв Рятувальників   | вулиця   | [ 28 ]                         | вулиця Коротуна                                         |                                     |
| Героїв України         | вулиця   | [ 20 ]                         | вулиця 9 Травня                                         |                                     |
| Героїв Чорнобиля       | вулиця   | [ 2 ]                          | вулиця Красіна                                          |                                     |
| Павла Глазового        | провулок | [ 29 ]                         | 2-й провулок Суворова                                   | Відсутній серед адрес на сайті ЦВК. |
| Гоголя                 | вулиця   | [ 2 ]                          |                                                         |                                     |
| Олеся Гончара          | провулок | [ 2 ]                          | провулок П. Морозова                                    |                                     |
| Віктора Горіна         | провулок | [ 30 ]                         | 1-й Пролетарський провулок                              |                                     |
| Алли Горської          | провулок | [ 31 ]                         | 2-й провулок Сосновського                               | Відсутній серед адрес на сайті ЦВК. |
| 1-й Гранітний          | провулок | [ 2 ]                          |                                                         |                                     |
| 2-й Гранітний          | провулок | [ 2 ]                          |                                                         |                                     |
| Грушевського           | вулиця   | [ 2 ]                          |                                                         |                                     |

### Д
| Назва                    | Тип      | Документ, що підтверджує назву | Колишні назви                                                    | Примітки                           |
| ------------------------ | -------- | ------------------------------ | ---------------------------------------------------------------- | ---------------------------------- |
| А. Дагірова              | вулиця   | [ 2 ]                          |                                                                  | Відсутня серед адрес на сайті ЦВК. |
| Деповська                | вулиця   | [ 2 ]                          |                                                                  |                                    |
| Джерельна                | вулиця   | [ 32 ]                         | вулиця Ломоносова                                                |                                    |
| Підпільників Дідківських | вулиця   | [ 2 ]                          |                                                                  |                                    |
| Добровольчих Батальйонів | вулиця   | [ 2 ]                          | вулиця Червоних Партизанів, Партизанська вулиця (назва проектна) |                                    |
| Олександра Довженка      | вулиця   | [ 33 ]                         | вулиця В. Котика                                                 |                                    |
| Петра Дорошенка          | вулиця   | [ 34 ]                         | вулиця Нєкрасова                                                 |                                    |
| Михайла Драгоманова      | вулиця   | [ 35 ]                         | вулиця Циолковського                                             |                                    |
| Древлянська              | вулиця   | [ 2 ]                          |                                                                  |                                    |
| Дружби                   | вулиця   | [ 2 ]                          |                                                                  |                                    |
| 1-й Дружби               | провулок | [ 2 ]                          |                                                                  |                                    |
| 2-й Дружби               | провулок | [ 2 ]                          |                                                                  |                                    |

### Ж
| Назва            | Тип      | Документ, що підтверджує назву | Колишні назви   | Примітки |
| ---------------- | -------- | ------------------------------ | --------------- | -------- |
| Житомирська      | вулиця   | [ 2 ]                          |                 |          |
| 1-й Житомирський | провулок | [ 2 ]                          |                 |          |
| 2-й Житомирський | провулок | [ 2 ]                          |                 |          |
| Пилипа Жмаченка  | вулиця   | [ 36 ]                         | вулиця Жмаченко |          |

### З
| Назва               | Тип      | Документ, що підтверджує назву | Колишні назви                                                     | Примітки                            |
| ------------------- | -------- | ------------------------------ | ----------------------------------------------------------------- | ----------------------------------- |
| Заводська           | вулиця   | [ 2 ]                          |                                                                   |                                     |
| Заводський          | провулок | [ 2 ]                          |                                                                   |                                     |
| Залізнична          | вулиця   | [ 2 ]                          |                                                                   |                                     |
| Залізничний         | провулок | [ 2 ]                          |                                                                   |                                     |
| Марії Заньковецької | провулок | [ 2 ]                          | провулок Рози Люксембург, Георгієвський провулок (назва проектна) |                                     |
| 1-й Зарічний        | провулок | [ 2 ]                          |                                                                   |                                     |
| Ігоря Зарічного     | вулиця   | [ 37 ]                         | вулиця Карбишева                                                  |                                     |
| Затишна             | вулиця   | [ 38 ]                         | вулиця Суворова                                                   |                                     |
| Павла Захарченка    | вулиця   | [ 39 ]                         | вулиця Захарченка                                                 |                                     |
| Зв'язківців         | вулиця   | [ 2 ]                          |                                                                   |                                     |
| 1-й Зв'язківців     | провулок | [ 2 ]                          |                                                                   |                                     |
| 2-й Зв'язківців     | провулок | [ 2 ]                          |                                                                   | Відсутній серед адрес на сайті ЦВК. |
| 3-й Зв'язківців     | провулок | [ 2 ]                          |                                                                   | Відсутній серед адрес на сайті ЦВК. |
| 4-й Зв'язківців     | провулок | [ 2 ]                          |                                                                   | Відсутній серед адрес на сайті ЦВК. |
| П. Зеленого         | вулиця   | [ 2 ]                          |                                                                   |                                     |

### І
| Назва              | Тип    | Документ, що підтверджує назву | Колишні назви      | Примітки |
| ------------------ | ------ | ------------------------------ | ------------------ | -------- |
| Володимира Івасюка | вулиця | [ 40 ]                         | вулиця Л. Шевцової |          |
| Іскоростенська     | вулиця | [ 2 ]                          |                    |          |
| Історична          | вулиця | [ 2 ]                          | вулиця Д. Бідного  |          |

### К
| Назва                      | Тип      | Документ, що підтверджує назву | Колишні назви | Примітки                                                      |
| -------------------------- | -------- | ------------------------------ | --- | ------------------------------------------------------------- |
| Карпенка-Карого            | вулиця   | [ 2 ]                          | вулиця Корнійчука |                                                               |
| Каштанова                  | вулиця   | [ 2 ]                          | |                                                               |
| Сергія Кемського           | вулиця   | [ 2 ]                          | Жовтнева вулиця, Пашинська вулиця (назва проектна)                                                                                 |                                                               |
| Київська                   | вулиця   | [ 2 ]                          | |                                                               |
| Кирила і Мефодія           | вулиця   | [ 2 ]                          | провулок Сакко і Ванцетті, провулок Митрополита Василя Липківського                                                                |                                                               |
| Кільцьова                  | вулиця   | [ 2 ]                          | | Назва з помилкою, правильною назвою була б «Кільцева вулиця». |
| Партизана Антона Клименка  | вулиця   | [ 2 ]                          | | Відсутня серед адрес на сайті ЦВК.                            |
| Партизана Антона Клименка  | провулок | [ 2 ]                          | | Відсутній серед адрес на сайті ЦВК.                           |
| Княжа                      | вулиця   | [ 2 ]                          | 7-й провулок Гастелло (назва проектна)                                                                                             | Відсутня серед адрес на сайті ЦВК.                            |
| 1-й Княжий                 | провулок | [ 2 ]                          | 8-й провулок Гастелло (назва проектна)                                                                                             | Відсутній серед адрес на сайті ЦВК.                           |
| 2-й Княжий                 | провулок | [ 2 ]                          | 9-й провулок Гастелло (назва проектна)                                                                                             | Відсутній серед адрес на сайті ЦВК.                           |
| О. Кобилянської            | вулиця   | [ 2 ]                          | |                                                               |
| Ковельська                 | вулиця   | [ 2 ]                          | вулиця Воровського, вулиця Романа Шухевича, Лугинська вулиця (назва проектна)                                                      |                                                               |
| Ковельський                | провулок | [ 2 ]                          | |                                                               |
| Новий Ковельський          | провулок | [ 2 ]                          | 2-й провулок Воровського, провулок Митрополита Андрея Шептицького, Ковельський провулок, вулиця Михайла Стельмаха (назва проектна) |                                                               |
| Козака                     | вулиця   | [ 2 ]                          | |                                                               |
| Козака                     | провулок | [ 2 ]                          | |                                                               |
| 2-й Козака                 | провулок | [ 45 ] [ 2 ]                   | | Відсутній серед адрес на сайті ЦВК.                           |
| 3-й Козака                 | провулок | [ 45 ] [ 2 ]                   | | Відсутній серед адрес на сайті ЦВК.                           |
| 4-й Козака                 | провулок | [ 45 ] [ 2 ]                   | | Відсутній серед адрес на сайті ЦВК.                           |
| 5-й Козака                 | провулок | [ 45 ] [ 2 ]                   | | Відсутній серед адрес на сайті ЦВК.                           |
| 6-й Козака                 | провулок | [ 45 ] [ 2 ]                   | | Відсутній серед адрес на сайті ЦВК.                           |
| 7-й Козака                 | провулок | [ 45 ] [ 2 ]                   | | Відсутній серед адрес на сайті ЦВК.                           |
| Козацька                   | вулиця   | [ 2 ]                          | вулиця Щорса, вулиця Симона Петлюри                                                                                                |                                                               |
| Козаченка                  | вулиця   | [ 2 ]                          | |                                                               |
| Міхи Козимиренка           | провулок | [ 2 ]                          | 1-й провулок Свердлова, провулок Петра і Павла (назва проектна)                                                                    |                                                               |
| Володимира Козиренка       | провулок | [ 47 ]                         | провулок Галана |                                                               |
| Федора Козубовського       | вулиця   | [ 48 ]                         | вулиця Бєляєва |                                                               |
| Євгена Коновальця          | вулиця   | [ 20 ]                         | вулиця Трипольського |                                                               |
| Євгена Коновальця          | провулок | [ 49 ]                         | 2-й провулок І. Кузьмінського |                                                               |
| Кооперативна               | вулиця   | [ 2 ]                          | |                                                               |
| Корольова                  | вулиця   | [ 2 ]                          | |                                                               |
| 1-й Корольова              | провулок | [ 2 ]                          | |                                                               |
| 2-й Корольова              | провулок | [ 2 ]                          | |                                                               |
| 3-й Корольова              | провулок | [ 2 ]                          | |                                                               |
| ст. Коростень-Житомирський | вулиця   | [ 2 ]                          | |                                                               |
| Космонавтів                | вулиця   | [ 2 ]                          | |                                                               |
| Івана Котляревського       | вулиця   | [ 2 ]                          | вулиця Карла Лібкнехта, вулиця Святого Миколая (назва проектна)                                                                    |                                                               |
| Коцюбинського              | вулиця   | [ 2 ]                          | |                                                               |
| Коцюбинського              | провулок | [ 2 ]                          | |                                                               |
| Івана Кочерги              | провулок | [ 50 ]                         | 2-й провулок Толстого |                                                               |
| Т. Кралі                   | вулиця   | [ 2 ]                          | |                                                               |
| Т. Кралі                   | провулок | [ 2 ]                          | |                                                               |
| Кривоноса                  | вулиця   | [ 2 ]                          | |                                                               |
| Ж. Кудакова                | вулиця   | [ 2 ]                          | |                                                               |
| І. Кузьмінського           | вулиця   | [ 2 ]                          | |                                                               |
| Миколи Куліша              | провулок | [ 2 ]                          | 2-й провулок Карла Маркса |                                                               |
| Генерала Кульчицького      | вулиця   | [ 2 ]                          | вулиця Фрунзе, Покровська вулиця (назва проектна)                                                                                  |                                                               |
| Леся Курбаса               | провулок | [ 2 ]                          | провулок Кірова, Торговий провулок (назва проектна)                                                                                |                                                               |

### Л
| Назва                | Тип      | Документ, що підтверджує назву | Колишні назви                | Примітки |
| -------------------- | -------- | ------------------------------ | ---------------------------- | -------- |
| Миколи Лисенка       | провулок | [ 2 ]                          | 2-й провулок Карла Лібкнехта |          |
| Лісова               | вулиця   | [ 2 ]                          |                              |          |
| Лісовий              | провулок | [ 2 ]                          |                              |          |
| Лозова               | вулиця   | [ 2 ]                          |                              |          |
| Лозовий              | провулок | [ 2 ]                          |                              |          |
| Бориса Лятошинського | провулок | [ 51 ]                         | 1-й провулок Нєкрасова       |          |

### М
| Назва                     | Тип      | Документ, що підтверджує назву | Колишні назви                                                         | Примітки                            |
| ------------------------- | -------- | ------------------------------ | --------------------------------------------------------------------- | ----------------------------------- |
| Івана Мазепи              | вулиця   | [ 52 ]                         | вулиця Матросова                                                      |                                     |
| Князя Мала                | вулиця   | [ 2 ]                          | вулиця П. Морозова                                                    |                                     |
| Малишка                   | вулиця   | [ 2 ]                          |                                                                       |                                     |
| Андрія Мельника           | вулиця   | [ 53 ]                         | вулиця Мельника                                                       |                                     |
| Прокопа Мержевицького     | провулок | [ 54 ]                         | 2-й Пролетарський провулок                                            |                                     |
| Миколаївська              | вулиця   | [ 2 ]                          | вулиця Калініна, вулиця Івана Мазепи, Західна вулиця (назва проектна) |                                     |
| Івана Миколайчука         | вулиця   | [ 56 ]                         | вулиця Лізи Чайкіної                                                  |                                     |
| Мирний                    | провулок | [ 20 ]                         | провулок Курчатова                                                    |                                     |
| Панаса Мирного            | провулок | [ 57 ]                         | 4-й провулок Толстого                                                 |                                     |
| Миру                      | вулиця   | [ 2 ]                          |                                                                       |                                     |
| Михайлівська              | вулиця   | [ 2 ]                          | провулок Калініна, вулиця Володимира Івасюка                          |                                     |
| Місячний                  | провулок | [ 20 ]                         | 1-й провулок Гастелло (назва проектна), провулок Гастелло             | Відсутній серед адрес на сайті ЦВК. |
| Молодіжна                 | вулиця   | [ 2 ]                          |                                                                       | Відсутня серед адрес на сайті ЦВК.  |
| Князя Володимира Мономаха | вулиця   | [ 2 ]                          | вулиця Пархоменка                                                     |                                     |
| Князя Ярослава Мудрого    | вулиця   | [ 2 ]                          | вулиця Свердлова                                                      |                                     |
| Музейна                   | вулиця   | [ 2 ]                          | вулиця Крупської, вулиця С. Іванова (назва проектна)                  |                                     |
| Музейний                  | провулок | [ 59 ]                         | Музейний провулок                                                     |                                     |
| Олександра Мурашка        | провулок | [ 60 ]                         | 1-й провулок Мендєлєєва                                               |                                     |

### Н
| Назва                | Тип      | Документ, що підтверджує назву | Колишні назви                                    | Примітки                                                                      |
| -------------------- | -------- | ------------------------------ | ------------------------------------------------ | ----------------------------------------------------------------------------- |
| Набережна            | вулиця   | [ 2 ]                          |                                                  |                                                                               |
| 1-й Набережний       | провулок | [ 2 ]                          |                                                  |                                                                               |
| Георгія Нарбута      | провулок | [ 61 ]                         | 1-й провулок Суворова                            | Відсутній серед адрес на сайті ЦВК.                                           |
| Григорія Наровського | вулиця   | [ 62 ]                         | вулиця Комісара Наровського, вулиця Івана Богуна | Міська рада повернула назву, що була змінена згідно з рішенням обласної ради. |
| Незалежності         | вулиця   | [ 20 ]                         | вулиця 1 Травня                                  |                                                                               |
| Юрія Немирича        | вулиця   | [ 64 ]                         | вулиця Комарова                                  |                                                                               |
| Нестора Літописця    | вулиця   | [ 65 ]                         | вулиця Н. Курченко                               |                                                                               |
| В. Нечипоренка       | вулиця   | [ 2 ]                          |                                                  | Відсутня серед адрес на сайті ЦВК.                                            |

### О
| Назва                  | Тип      | Документ, що підтверджує назву | Колишні назви     | Примітки                            |
| ---------------------- | -------- | ------------------------------ | ----------------- | ----------------------------------- |
| Івана Огієнка          | вулиця   | [ 2 ]                          | вулиця Боженка    |                                     |
| Ольгинська             | вулиця   | [ 2 ]                          |                   |                                     |
| Олега Ольжича          | вулиця   | [ 66 ]                         | вулиця Мендєлєєва |                                     |
| Гетьмана Пилипа Орлика | вулиця   | [ 2 ]                          | вулиця Фадєєва    |                                     |
| Івана Оснадчука        | вулиця   | [ 2 ]                          |                   |                                     |
| Івана Оснадчука        | провулок | [ 2 ]                          |                   | Відсутній серед адрес на сайті ЦВК. |

### П
| Назва              | Тип      | Документ, що підтверджує назву | Колишні назви | Примітки                                                                      |
| ------------------ | -------- | ------------------------------ | --- | ----------------------------------------------------------------------------- |
| Сергія Параджанова | провулок | [ 67 ]                         | провулок В. Котика |                                                                               |
| Паризької Комуни   | вулиця   | [ 2 ]                          | вулиця Дмитра Вишневецького, вулиця Генерала Потапова (назва проектна), вулиця Лідії Матвієнко (назва проектна), вулиця Степана Жидких (назва проектна) | Міська рада повернула назву, що була змінена згідно з рішенням обласної ради. |
| Парковий           | провулок | [ 2 ]                          | |                                                                               |
| Євгена Патона      | вулиця   | [ 2 ]                          | вулиця Тельмана |                                                                               |
| Пашинська          | вулиця   | [ 2 ]                          | вулиця Островського, Квітнева вулиця (назва проектна)                                                                                                   |                                                                               |
| Пашинських         | провулок | [ 71 ]                         | 1-й провулок Толстого, вулиця Квітки Цисік |                                                                               |
| Харитини Пекарчук  | провулок | [ 73 ]                         | 3-й провулок Добролюбова |                                                                               |
| Симона Петлюри     | вулиця   | [ 74 ]                         | вулиця Толстого |                                                                               |
| Василя Петренка    | вулиця   | [ 2 ]                          | Піонерська вулиця |                                                                               |
| Івана Письменного  | вулиця   | [ 75 ]                         | вулиця Мічуріна |                                                                               |
| Ярополка Пишеля    | вулиця   | [ 76 ]                         | вулиця Добровольського |                                                                               |
| Південна           | вулиця   | [ 2 ]                          | |                                                                               |
| Південний          | провулок | [ 2 ]                          | |                                                                               |
| Південний пост     | вулиця   | [ 2 ]                          | |                                                                               |
| Північна           | вулиця   | [ 2 ]                          | |                                                                               |
| Івана Піддубного   | провулок | [ 77 ]                         | 2-й провулок О. Кошового |                                                                               |
| Івана Подоляки     | вулиця   | [ 78 ]                         | вулиця З. Космодем'янської |                                                                               |
| Покровська         | вулиця   | [ 79 ]                         | вулиця Доватора |                                                                               |
| Поліської Січі     | вулиця   | [ 80 ]                         | Пролетарська вулиця |                                                                               |
| Польова            | вулиця   | [ 2 ]                          | | Відсутня серед адрес на сайті ЦВК.                                            |
| Польовий           | провулок | [ 2 ]                          | |                                                                               |
| Польська           | вулиця   | [ 81 ]                         | вулиця Герцена |                                                                               |
| Полякова           | вулиця   | [ 2 ]                          | |                                                                               |
| Марії Примаченко   | провулок | [ 2 ]                          | провулок Котовського |                                                                               |
| Петра Прокоповича  | провулок | [ 82 ]                         | 2-й Жовтневий провулок |                                                                               |
| Проліскова         | вулиця   | [ 2 ]                          | |                                                                               |
| Промислова         | вулиця   | [ 2 ]                          | Червоноармійська вулиця |                                                                               |
| Прорізна           | вулиця   | [ 2 ]                          | |                                                                               |
| Прорізний          | провулок | [ 2 ]                          | |                                                                               |
| Івана Пулюя        | провулок | [ 83 ]                         | 1-й Жовтневий провулок |                                                                               |

### Р
| Назва              | Тип      | Документ, що підтверджує назву | Колишні назви        | Примітки |
| ------------------ | -------- | ------------------------------ | -------------------- | -------- |
| Максима Рильського | провулок | [ 2 ]                          | Червоний провулок    |          |
| Річна              | вулиця   | [ 2 ]                          |                      |          |
| Сергія Романчука   | вулиця   | [ 2 ]                          | Комсомольська вулиця |          |

### С
| Назва                       | Тип      | Документ, що підтверджує назву | Колишні назви                                                   | Примітки                                                                            |
| --------------------------- | -------- | ------------------------------ | --------------------------------------------------------------- | ----------------------------------------------------------------------------------- |
| Гетьмана Петра Сагайдачного | вулиця   | [ 2 ]                          |                                                                 |                                                                                     |
| Садова                      | вулиця   | [ 2 ]                          |                                                                 |                                                                                     |
| Д. Саченка                  | вулиця   | [ 2 ]                          |                                                                 |                                                                                     |
| Д. Саченка                  | провулок | [ 2 ]                          |                                                                 |                                                                                     |
| Світанкова                  | вулиця   | [ 2 ]                          | внутрішньоквартальний проїзд (назва проектна)                   | Відсутня серед адрес на сайті ЦВК.                                                  |
| Святкова                    | вулиця   | [ 2 ]                          |                                                                 | Відсутня серед адрес на сайті ЦВК.                                                  |
| Селезньова                  | вулиця   | [ 2 ]                          |                                                                 |                                                                                     |
| В. Селезньова               | провулок | [ 2 ]                          |                                                                 | Відсутній серед адрес на сайті ЦВК.                                                 |
| Родини Семеренків           | провулок | [ 84 ]                         |                                                                 |                                                                                     |
| Василя Симоненка            | вулиця   | [ 20 ]                         | Вулиця Тюлєніна                                                 |                                                                                     |
| Василя Симоненка            | провулок | [ 2 ]                          | 1-й провулок Карла Лібкнехта                                    | Відсутній серед адрес на сайті ЦВК.                                                 |
| Сингаївського               | вулиця   | [ 2 ]                          |                                                                 |                                                                                     |
| В. Сингаївського            | провулок |                                |                                                                 | Відсутній у переліку топонімічних об'єктів, але присутній серед адрес на сайті ЦВК. |
| Ігоря Сікорського           | провулок | [ 2 ]                          | 1-й провулок Карла Маркса                                       |                                                                                     |
| Івана Сірка                 | провулок | [ 86 ]                         | провулок Полякова                                               |                                                                                     |
| Василя Скуратівського       | вулиця   | [ 87 ]                         | вулиця Пушкінська                                               |                                                                                     |
| Івана Сльоти                | вулиця   | [ 88 ]                         | вулиця Пацаєва                                                  |                                                                                     |
| Анатолія Солов’яненка       | провулок | [ 89 ]                         | 2-й провулок Нєкрасова                                          |                                                                                     |
| Січових Стрільців           | вулиця   | [ 2 ]                          | вулиця Сергія Лазо, Воздвиженська вулиця (назва проектна)       |                                                                                     |
| Григорія Сковороди          | вулиця   | [ 2 ]                          | вулиця Котовського, Володимирська вулиця (назва проектна)       |                                                                                     |
| Соборна                     | вулиця   | [ 2 ]                          | 2-й провулок Гастелло (назва проектна)                          | Відсутня серед адрес на сайті ЦВК.                                                  |
| Соборний                    | провулок | [ 2 ]                          | 3-й провулок Гастелло (назва проектна)                          | Відсутній серед адрес на сайті ЦВК.                                                 |
| Отаманів Соколовських       | вулиця   | [ 90 ]                         | вулиця Курчатова                                                |                                                                                     |
| Сонячна                     | вулиця   | [ 2 ]                          |                                                                 |                                                                                     |
| Соломії Крушельницької      | вулиця   | [ 2 ]                          | вулиця Рози Люксембург, вулиця Петра Дорошенка (назва проектна) |                                                                                     |
| Н. Сосніної                 | вулиця   | [ 2 ]                          |                                                                 |                                                                                     |
| В. Сосновського             | вулиця   | [ 2 ]                          |                                                                 |                                                                                     |
| Сосюри                      | вулиця   | [ 2 ]                          |                                                                 |                                                                                     |
| Михайла Старицького         | провулок | [ 2 ]                          | 1-й Піонерський провулок                                        |                                                                                     |
| Михайла Стельмаха           | вулиця   | [ 2 ]                          | вулиця Ватутіна                                                 |                                                                                     |
| Олени Степанів              | провулок | [ 91 ]                         | 1-й провулок Добролюбова                                        |                                                                                     |
| Василя Стуса                | вулиця   | [ 2 ]                          | вулиця Сакко і Ванцетті                                         |                                                                                     |
| Христини Сушко              | провулок | [ 92 ]                         | 2-й провулок Добролюбова                                        |                                                                                     |

### Т
| Назва             | Тип      | Документ, що підтверджує назву | Колишні назви                                              | Примітки |
| ----------------- | -------- | ------------------------------ | ---------------------------------------------------------- | -------- |
| І. Тарнавського   | вулиця   | [ 2 ]                          |                                                            |          |
| Олени Теліги      | вулиця   | [ 2 ]                          | вулиця Будьонного, вулиця Малуші (назва проектна)          |          |
| Тичини            | вулиця   | [ 2 ]                          |                                                            |          |
| Олекси Тихого     | провулок | [ 2 ]                          | провулок Семашка, провулок Миколи Амосова (назва проектна) |          |
| Торгова           | вулиця   | [ 2 ]                          | Радянська вулиця, вулиця Сергія Кемського (назва проектна) |          |
| 1-й Травневий     | провулок | [ 20 ]                         | 1-й провулок 1 Травня                                      |          |
| 2-й Травневий     | провулок | [ 20 ]                         | 2-й провулок 1 Травня                                      |          |
| Родини Трегубових | провулок | [ 93 ]                         | провулок Горького                                          |          |
| Юрія Тютюнника    | вулиця   | [ 94 ]                         | вулиця Єсеніна                                             |          |

### У
| Назва                  | Тип      | Документ, що підтверджує назву | Колишні назви    | Примітки |
| ---------------------- | -------- | ------------------------------ | ---------------- | -------- |
| Лесі Українки          | вулиця   | [ 2 ]                          |                  |          |
| 1-й Лесі Українки      | провулок | [ 2 ]                          |                  |          |
| 2-й Лесі Українки      | провулок | [ 2 ]                          |                  |          |
| Українських волонтерів | вулиця   | [ 20 ]                         | вулиця 8 Березня |          |
| Української революції  | вулиця   | [ 95 ]                         | вулиця 9 Січня   |          |
| Усенова                | вулиця   | [ 2 ]                          |                  |          |

### Ф

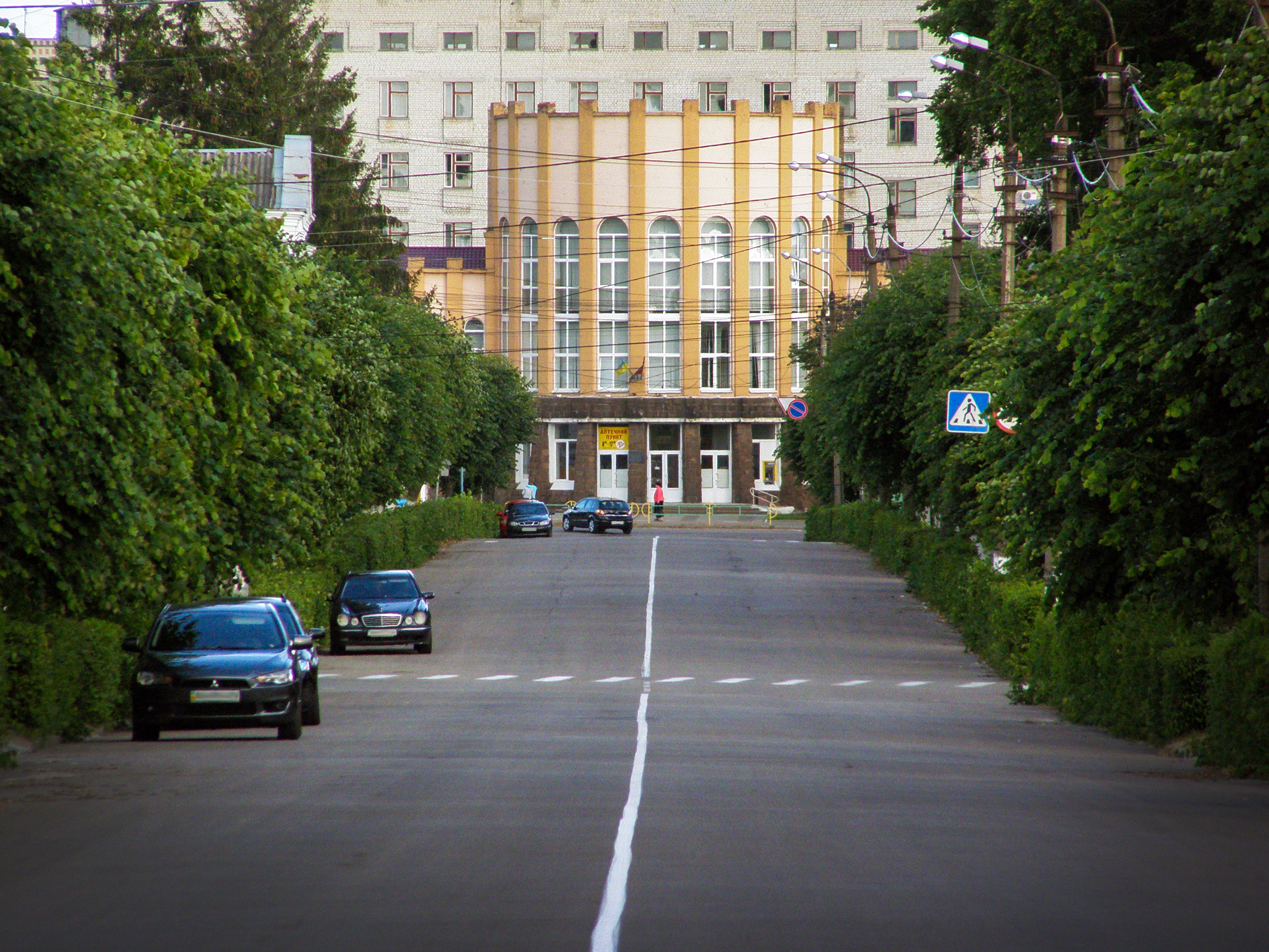
Вулиця Івана Франка

| Назва        | Тип    | Документ, що підтверджує назву | Колишні назви | Примітки |
| ------------ | ------ | ------------------------------ | ------------- | -------- |
| Івана Франка | вулиця | [ 2 ]                          |               |          |

### Х
| Назва                 | Тип      | Документ, що підтверджує назву | Колишні назви | Примітки |
| --------------------- | -------- | ------------------------------ | ------------- | -------- |
| Миколи Хвильового     | вулиця   | [ 96 ]                         | вулиця Чехова |          |
| Богдана Хмельницького | вулиця   | [ 2 ]                          |               |          |
| Богдана Хмельницького | провулок | [ 2 ]                          |               |          |

### Ц
| Назва       | Тип      | Документ, що підтверджує назву | Колишні назви | Примітки |
| ----------- | -------- | ------------------------------ | ------------- | -------- |
| Центральний | провулок | [ 2 ]                          |               |          |

### Ч
| Назва                | Тип      | Документ, що підтверджує назву | Колишні назви                                                                          | Примітки                            |
| -------------------- | -------- | ------------------------------ | -------------------------------------------------------------------------------------- | ----------------------------------- |
| Черемушки            | вулиця   | [ 2 ]                          | вулиця Карла Маркса, вулиця Степана Бандери, вулиця Данила Галицького (назва проектна) |                                     |
| Івана Черняховського | вулиця   | [ 98 ]                         | вулиця Черняховського                                                                  |                                     |
| Чигирівська          | вулиця   | [ 2 ]                          | Чигірівська вулиця                                                                     |                                     |
| Чолівська            | вулиця   | [ 2 ]                          |                                                                                        |                                     |
| Чолівський           | провулок | [ 2 ]                          |                                                                                        | Відсутній серед адрес на сайті ЦВК. |
| В'ячеслава Чорновола | вулиця   | [ 2 ]                          | вулиця Енгельса, Янтарна вулиця (назва проектна)                                       |                                     |
| Павла Чубинського    | провулок | [ 2 ]                          | провулок Мануїльського                                                                 |                                     |

### Ш
| Назва             | Тип      | Документ, що підтверджує назву | Колишні назви                                     | Примітки |
| ----------------- | -------- | ------------------------------ | ------------------------------------------------- | -------- |
| Шатрищанська      | вулиця   | [ 2 ]                          |                                                   |          |
| 1-й Шатрищанський | провулок | [ 2 ]                          |                                                   |          |
| 2-й Шатрищанський | провулок | [ 2 ]                          |                                                   |          |
| 3-й Шатрищанський | провулок | [ 2 ]                          |                                                   |          |
| Шевченка          | вулиця   | [ 2 ]                          | вулиця Кірова, Ковельська вулиця (назва проектна) |          |
| Шевченка          | провулок | [ 2 ]                          | вулиця Шевченка                                   |          |
| Шкільна           | вулиця   | [ 2 ]                          |                                                   |          |
| Шолом-Алейхема    | вулиця   | [ 2 ]                          |                                                   |          |
| Романа Шухевича   | вулиця   | [ 99 ]                         | вулиця Гастелло                                   |          |

### Ю
| Назва            | Тип    | Документ, що підтверджує назву | Колишні назви    | Примітки |
| ---------------- | ------ | ------------------------------ | ---------------- | -------- |
| Василя Юхимовича | вулиця | [ 100 ]                        | вулиця Тургенєва |          |

### Я
| Назва            | Тип      | Документ, що підтверджує назву | Колишні назви            | Примітки |
| ---------------- | -------- | ------------------------------ | ------------------------ | -------- |
| Яневича          | вулиця   | [ 2 ]                          |                          |          |
| Назарія Яремчука | провулок | [ 101 ]                        | 1-й провулок О. Кошового |          |